# Ellen Tauscher

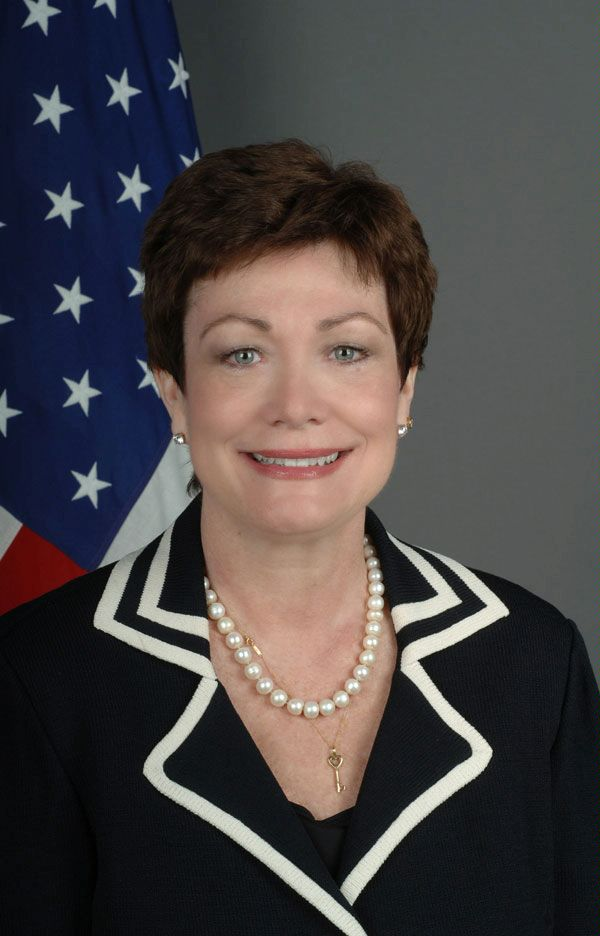
Ellen Tauscher

Ellen O’Kane Tauscher (* 15. November 1951 in Newark, New Jersey; † 29. April 2019 in Stanford, Kalifornien) war eine US-amerikanische Politikerin. Zwischen 1997 und 2009 vertrat sie den Bundesstaat Kalifornien im US-Repräsentantenhaus. Von 2009 bis 2012 war sie im Außenministerium der Vereinigten Staaten als United States Under Secretary of State für die Waffenkontrolle und internationale Sicherheit verantwortlich.

## Werdegang
Ellen Tauscher besuchte bis 1974 die Seton Hall University in New Jersey. Danach stieg sie in das Bankgewerbe ein. Zwischen 1977 und 1979 arbeitete sie für die New Yorker Börse. Sie engagierte sich auch auf dem Gebiet der Kinderfürsorge und gründete im Jahr 1992 die Child Care Registry, Inc. Politisch schloss sie sich der Demokratischen Partei an.
Bei den Kongresswahlen des Jahres 1996 wurde Tauscher im zehnten Wahlbezirk von Kalifornien in das US-Repräsentantenhaus in Washington, D.C. gewählt, wo sie am 3. Januar 1997 die Nachfolge von William P. Baker antrat. Nach sechs Wiederwahlen konnte sie bis zu ihrem Rücktritt am 26. Juni 2009 im Kongress verbleiben. In ihre Zeit als Kongressabgeordnete fielen die Terroranschläge am 11. September 2001, der Irakkrieg und der Militäreinsatz in Afghanistan. Ursprünglich unterstützte sie den Irakkrieg. Später änderte sie ihre Meinung und forderte den Rückzug der amerikanischen Truppen.
Tauschers Rücktritt erfolgte nach ihrer Berufung in das von Hillary Clinton geleitete  Außenministerium. Dort war sie zwischen 2009 und 2012 als Nachfolgerin von John Rood Under Secretary of State for Arms Control and International Security Affairs. Seit Februar 2012 war sie im State Department als Sonderbotschafterin für strategische Stabilität und Raketenabwehr zuständig. Ellen Tauscher war geschieden und seit 2009 erneut verheiratet. Sie hat eine 1991 geborene Tochter.
Ellen Tauscher starb Ende April 2019 im Alter von 67 Jahren an einer Lungenentzündung.